# Newcastle United Football Club
El Newcastle United Football Club és un club de futbol anglès de Newcastle, Tyne i Wear, que juga a la Premier League, la primera divisió del futbol anglès. El Newcastle va ser fundat el 1892 per la fusió del Newcastle East End amb el Newcastle West End, i des d'aleshores està basat al St. James' Park, un estadi amb capacitat per 52.354 espectadors.
El club ha sigut membre de la Premier League per 25 de les 28 temporades en què la competició ha estat la màxima divisió del futbol anglès i el Newcastle ha passat 88 temporades a la primera divisió anglesa, mai baixant de segona. El club ha guanyat quatre títols de la EFL Championship, sis FA Cups i una Charity Shield, a més de la Copa de les Ciutats en Fires 1969 i la Copa Intertoto de la UEFA 2006.
L'empresari Mike Ashley fou el propietari del Newcastle United des del 2007, quan va succeir Sir John Hall. Un president impopular, Ashley ha manifestat interès a vendre el club en tres ocasions diferents, però no ha trobat una oferta satisfactòria. Després de gairebé 4 anys de recerca de comprador, finalment fou l'octubre de 2021 en què el Fons Públic d'Inversió de l'Aràbia Saudita (PIF, inicials en anglès de Public Investment Fund) en va adquirir el 80%, per 305 milions de lliures esterlines. Un altre 10% ha estat adquirit pel fons PCP Capital Partners i el restant pel RB Sports and Media.

## Història
El Newcastle United va ser fundat el 1881 com a Stanley quan la Stanley Cricket Club of South Byker decidí formar un equip de futbol, canviant posteriorment el seu nom per Newcastle East End abans d'anomenar-se definitivament Newcastle United el 1892 al fusionar-se amb el Newcastle West End, un altre club de la ciutat.
La seva primera època daurada la visqué a començament de segle XX quan guanyà la lliga tres cops i fou finalista de la copa cinc. En total abans de la Segona Guerra Mundial el club va guanyar quatre lligues angleses i al llarg del segle XX sis copes. La seva segona gran època la visqué cap al 1950 gràcies al seu heroi local Jackie Milburn, però el seu millor any va ser el 1969 quan va aconseguir guanyar el seu únic títol europeu, la Copa de Fires.
Duu samarreta blanca i negra a ratlles verticals amb pantaló negre, per això són anomenats popularment com les garses (the magpies) i juga a St. James' Park des de 1891. El club ha mantingut històricament una gran rivalitat amb els seus veïns del Sunderland A.F.C. des del primer derbi jugat el 1898, disputant entre ells el Derbi Tyne i Wear.

## Palmarès
- 1 Copa de les Ciutats en Fires: 
  - 1968-69
- 1 Copa Intertoto de la UEFA: 
  - 2006
- 4 Lligues angleses: 
  - 1904-05, 1906-07, 1908-09, 1926-27
- 6 Copes angleses: 
  - 1909-10, 1923-24, 1931-32, 1950-51, 1951-52, 1954-55
- 1 Copa de la Lliga anglesa:
  - 2024-25
- 4 Lligues angleses de Segona Divisió: 
  - 1964-65, 1992-93, 2009-10, 2016-17
- 1 Community Shield: 
  - 1909
- 1 Sheriff of London Charity Shield: 
  - 1907
- 1 Copa Anglo-italiana: 
  - 1973
- 2 Texaco Cup: 
  - 1974, 1975

## Colors
Els colors tradicionals del Newcastle United són el blanc i el negre, d'aquí el seu sobrenom de the magpies (les garses). L'uniforme és blanc i negre a franges verticals i pantaló negre.

## Jugadors

### Plantilla 2025-26
A 7 agost 2025
| N. | Pos. | Nac. | Jugador                      |
| -- | ---- | --- | ---------------------------- |
| 2  | DEF  | [[Fitxer:Flag of England.svg\|23x15px\|border \|alt=Anglaterra\|link=Selecció de futbol d'Anglaterra\|{{#if:\|]]                  | Kieran Trippier (2n capità)  |
| 3  | DEF  | [[Fitxer:Flag of England.svg\|23x15px\|border \|alt=Anglaterra\|link=Selecció de futbol d'Anglaterra\|{{#if:\|]]                  | Lewis Hall                   |
| 4  | DEF  | [[Fitxer:Flag of the Netherlands.svg\|23x15px\|border \|alt=Països Baixos\|link=Selecció de futbol dels Països Baixos\|{{#if:\|]] | Sven Botman                  |
| 5  | DEF  | [[Fitxer:Flag of Switzerland.svg\|23x16px\|border \|alt=Suïssa\|link=Selecció de futbol de Suïssa\|{{#if:\|]]                     | Fabian Schär                 |
| 6  | DEF  | [[Fitxer:Flag of England.svg\|23x15px\|border \|alt=Anglaterra\|link=Selecció de futbol d'Anglaterra\|{{#if:\|]]                  | Jamaal Lascelles (3r capità) |
| 7  | MIG  | [[Fitxer:Flag of Brazil.svg\|23x15px\|border \|alt=Brasil\|link=Selecció de futbol del Brasil\|{{#if:\|]]                         | Joelinton                    |
| 8  | MIG  | [[Fitxer:Flag of Italy.svg\|23x15px\|border \|alt=Itàlia\|link=Selecció de futbol d'Itàlia\|{{#if:\|]]                            | Sandro Tonali                |
| 10 | DAV  | [[Fitxer:Flag of England.svg\|23x15px\|border \|alt=Anglaterra\|link=Selecció de futbol d'Anglaterra\|{{#if:\|]]                  | Anthony Gordon               |
| 11 | DAV  | [[Fitxer:Flag of England.svg\|23x15px\|border \|alt=Anglaterra\|link=Selecció de futbol d'Anglaterra\|{{#if:\|]]                  | Harvey Barnes                |
| 13 | DEF  | [[Fitxer:Flag of England.svg\|23x15px\|border \|alt=Anglaterra\|link=Selecció de futbol d'Anglaterra\|{{#if:\|]]                  | Matt Targett                 |
| 14 | DAV  | [[Fitxer:Flag of Sweden.svg\|23x15px\|border \|alt=Suècia\|link=Selecció de futbol de Suècia\|{{#if:\|]]                          | Alexander Isak               |
| 17 | DEF  | [[Fitxer:Flag of Sweden.svg\|23x15px\|border \|alt=Suècia\|link=Selecció de futbol de Suècia\|{{#if:\|]]                          | Emil Krafth                  |
| 18 | DAV  | [[Fitxer:Flag of Denmark.svg\|23x15px\|border \|alt=Dinamarca\|link=Selecció de futbol de Dinamarca\|{{#if:\|]]                   | William Osula                |
| 19 | POR  | [[Fitxer:Flag of Greece.svg\|23x15px\|border \|alt=Grècia\|link=Selecció de futbol de Grècia\|{{#if:\|]]                          | Odysseas Vlachodimos         |

| N. | Pos. | Nac. | Jugador                                   |
| -- | ---- | --- | ----------------------------------------- |
| 20 | DAV  | [[Fitxer:Flag of Sweden.svg\|23x15px\|border \|alt=Suècia\|link=Selecció de futbol de Suècia\|{{#if:\|]]                   | Anthony Elanga                            |
| 21 | DEF  | [[Fitxer:Flag of England.svg\|23x15px\|border \|alt=Anglaterra\|link=Selecció de futbol d'Anglaterra\|{{#if:\|]]           | Tino Livramento                           |
| 22 | POR  | [[Fitxer:Flag of England.svg\|23x15px\|border \|alt=Anglaterra\|link=Selecció de futbol d'Anglaterra\|{{#if:\|]]           | Nick Pope                                 |
| 23 | MIG  | [[Fitxer:Flag of England.svg\|23x15px\|border \|alt=Anglaterra\|link=Selecció de futbol d'Anglaterra\|{{#if:\|]]           | Jacob Murphy                              |
| 26 | POR  | [[Fitxer:Flag of England.svg\|23x15px\|border \|alt=Anglaterra\|link=Selecció de futbol d'Anglaterra\|{{#if:\|]]           | John Ruddy                                |
| 28 | MIG  | [[Fitxer:Flag of England.svg\|23x15px\|border \|alt=Anglaterra\|link=Selecció de futbol d'Anglaterra\|{{#if:\|]]           | Joe Willock                               |
| 29 | POR  | [[Fitxer:Flag of England.svg\|23x15px\|border \|alt=Anglaterra\|link=Selecció de futbol d'Anglaterra\|{{#if:\|]]           | Mark Gillespie                            |
| 30 | DEF  | [[Fitxer:Flag of Scotland.svg\|23x15px\|border \|alt=Escòcia\|link=Selecció de futbol d'Escòcia\|{{#if:\|]]                | Harrison Ashby                            |
| 32 | POR  | [[Fitxer:Flag of England.svg\|23x15px\|border \|alt=Anglaterra\|link=Selecció de futbol d'Anglaterra\|{{#if:\|]]           | Aaron Ramsdale (cedit pel Southampton FC) |
| 33 | DEF  | [[Fitxer:Flag of England.svg\|23x15px\|border \|alt=Anglaterra\|link=Selecció de futbol d'Anglaterra\|{{#if:\|]]           | Dan Burn                                  |
| 37 | DEF  | [[Fitxer:Flag of Ireland.svg\|23x15px\|border \|alt=Irlanda\|link=Selecció de futbol de la República d'Irlanda\|{{#if:\|]] | Alex Murphy                               |
| 39 | MIG  | [[Fitxer:Flag of Brazil.svg\|23x15px\|border \|alt=Brasil\|link=Selecció de futbol del Brasil\|{{#if:\|]]                  | Bruno Guimarães (capità)                  |
| 67 | MIG  | [[Fitxer:Flag of England.svg\|23x15px\|border \|alt=Anglaterra\|link=Selecció de futbol d'Anglaterra\|{{#if:\|]]           | Lewis Miley                               |

### Cedits a altres equips
| N. | Pos. | Nac. | Jugador                                                  |
| -- | ---- | --- | -------------------------------------------------------- |
| 40 | MIG  | [[Fitxer:Flag of England.svg\|23x15px\|border \|alt=Anglaterra\|link=Selecció de futbol d'Anglaterra\|{{#if:\|]] | Joe White (al Leyton Orient until 31 maig 2026)          |
| —  | MIG  | [[Fitxer:Flag of Spain.svg\|23x15px\|border \|alt=Espanya\|link=Selecció de futbol d'Espanya\|{{#if:\|]]         | Antonio Cordero (al Westerlo fins al 30 de juny de 2026) |

## Jugadors històrics destacats
| - Philippe Albert - Faustino Asprilla - Warren Barton - Peter Beardsley - Craig Bellamy - John Beresford - Arthur Bottom - Lee Bowyer - Andy Cole - Wyn Davies - Les Ferdinand | - Duncan Ferguson - Hughie Gallacher - Paul Gascoigne - David Ginola - Kevin Keegan - Patrick Kluivert - Robert Lee - Malcolm Macdonald - Billy McCracken - Terry McDermott - Jackie Milburn | - Mirandinha - Bobby Moncur - Laurent Robert - George Robledo - Bryan 'Pop' Robson - Len Shackleton - Alan Shearer - Gary Speed - Chris Waddle - Len White - Jonathan Woodgate |